# Anthoceros dimorphus
Anthoceros dimorphus là một loài rêu trong họ Anthocerotaceae. Loài này được Sim mô tả khoa học đầu tiên năm 1926.